# 347
347 (CCCXLVII) var ett normalår som började en torsdag i den julianska kalendern.

## Händelser

### Okänt datum
- Vid konciliet i Sardica försöker man lösa den arianska kontroversen. Man lägger också grunden för regelverket för biskopar.
- Några östliga biskopar lämnar konciliet i Sardica och håller istället konciliet i Philippopolis. Där bannlyser de påven Julius I och därför permanentas den arianska kontroversen.

## Födda
- 11 januari – Theodosius I, romersk kejsare.
- Hieronymus, kristen kyrkofader, bibelöversättare och helgon.
- Johannes Chrysostomos, kristen biskop.
- Eunapios, grekisk sofist och historiker.